# Campeonato Mundial de Ciclismo em Pista de 1967
O Campeonato Mundial UCI de Ciclismo em Pista de 1967 foi realizado na cidade de Amsterdã, na Holanda entre os dias 22 e 27 agosto. Foram disputadas onze eventos, 9 para os homens (3 para os profissionais, 6 para amadores) e 2 para mulheres.
As provas aconteceram no  Estádio Olímpico de Amsterdã.

## Sumário de medalhas

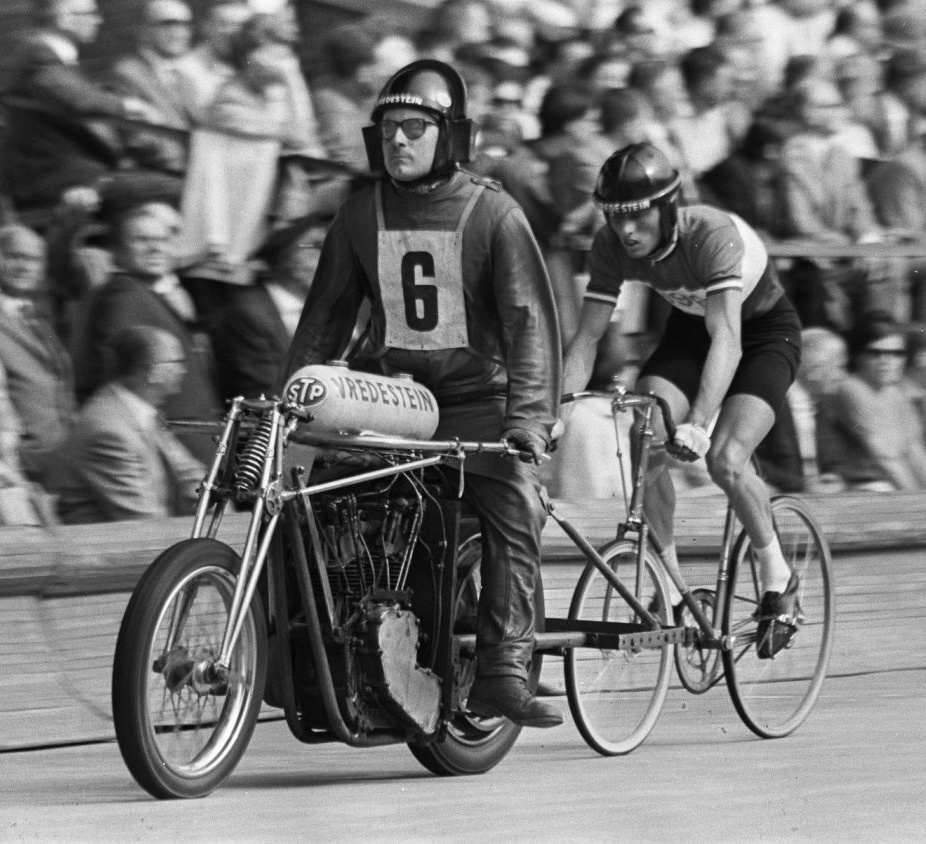
Piet de Wit ciclista da Holanda, vencedor da prova de motor-paced.

| Eventos profissionais masculinos |                                                                                          |                                                                                |                                                                                         |
| Velocidade individual            | Patrick Sercu · Bélgica                                                                  | Giuseppe Beghetto · Itália                                                     | Angelo Damiano · Itália                                                                 |
| Perseguição individual           | Tiemen Groen · Países Baixos                                                             | Hugh Porter · Reino Unido                                                      | Leandro Faggin · Itália                                                                 |
| Motor-paced                      | Leo Proost · Bélgica                                                                     | Romain De Loof · Bélgica                                                       | Domenico de Lillo · Itália                                                              |
| Eventos amadores masculinos      |                                                                                          |                                                                                |                                                                                         |
| Quilômetro contra o relógio      | Niels Fredborg · Dinamarca                                                               | Waclaw Latocha · Polónia                                                       | Roger Gibbon · Trinidad e Tobago                                                        |
| Velocidade individual            | Daniel Morelon · França                                                                  | Pierre Trentin · França                                                        | Luigi Borghetti · Itália                                                                |
| Perseguição individual           | Gert Bongers · Países Baixos                                                             | Mogens Frey · Dinamarca                                                        | Jiří Daler · Tchecoslováquia                                                            |
| Perseguição por equipe           | União Soviética · Stanislav Moskvin · Mikhail Kolyushev · Viktor Bykov · Dzintars Latsis | Itália · Cipriano Chemello · Antonio Castello · Luigi Roncaglia · Gino Pancini | Alemanha Ocidental · Karl-Heinz Henrichs · Rainer Podlesch · Jürgen Kissner · Karl Link |
| Motor-paced                      | Piet De Wit · Países Baixos                                                              | Michail Markov · União Soviética                                               | Dries Helsloot · Países Baixos                                                          |
| Tandem                           | Itália · Bruno Gonzato · Dino Verzini                                                    | França · Pierre Trentin · Daniel Morelon                                       | Bélgica · Daniel Goens · Robert Van Lancker                                             |
| Eventos femininos                |                                                                                          |                                                                                |                                                                                         |
| Velocidade individual            | Valentina Savina · União Soviética                                                       | Irina Kiritchenko · União Soviética                                            | Galina Ermolaeva · União Soviética                                                      |
| Perseguição individual           | Tamara Garkuchina · União Soviética                                                      | Raisa Obodovskaya · União Soviética                                            | Beryl Burton · Reino Unido                                                              |

## Quadro de medalhas

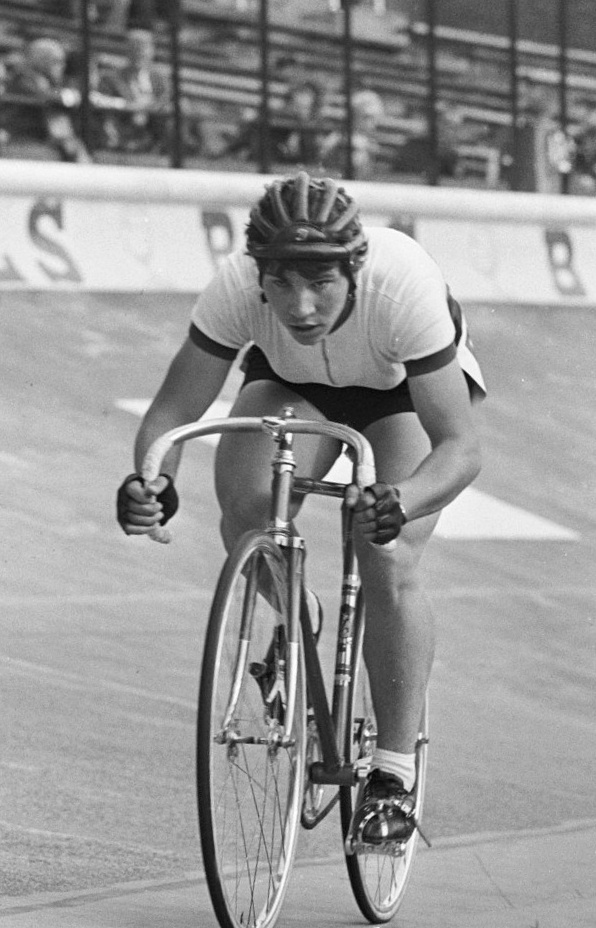
Tamara Garkushina ciclista da União Soviética vencedora da prova feminina de perseguição individual.

| Ordem | País               | Medalha de ouro | Medalha de prata | Medalha de bronze | Total |
| ----- | ------------------ | --------------- | ---------------- | ----------------- | ----- |
| 1     | União Soviética    | 3               | 3                | 1                 | 7     |
| 2     | Países Baixos      | 3               | 0                | 1                 | 4     |
| 3     | Bélgica            | 2               | 1                | 1                 | 4     |
| 4     | Itália             | 1               | 2                | 4                 | 7     |
| 5     | França             | 1               | 2                | 0                 | 3     |
| 6     | Dinamarca          | 1               | 1                | 0                 | 2     |
| 7     | Reino Unido        | 0               | 1                | 1                 | 2     |
| 8     | Polónia            | 0               | 1                | 0                 | 1     |
| 9     | Alemanha Ocidental | 0               | 0                | 1                 | 1     |
| 9     | Tchecoslováquia    | 0               | 0                | 1                 | 1     |
| 9     | Trinidad e Tobago  | 0               | 0                | 1                 | 1     |
|       | TOTAL              | 11              | 11               | 11                | 33    |